# Santiago Ramón y Cajal
Santiago Ramón y Cajal (født 1. maj 1852 i Petilla de Aragón i Navarra, død 17. oktober 1934 i Madrid) var en spansk læge, som modtog Nobelprisen i fysiologi eller medicin i 1906.
Ramón y Cajals var en de store pionerer inden for udforskningen af nervesystemet og var den, som opdagede at nervesystemet består af millioner af enkeltceller. Han beskrev disse celler (siden kaldt neuroner) og gjorde en række andre opdagelser. Ramón y Cajal var den første, der indså, at neuroner overfører elektrisk strøm i bare én retning: fra dendritterne ned til enden af aksonet.
Ramón y Cajals opdagelser blev grundlaget for Camillo Golgis teknik til at synligøre neuroner. De to delte  Nobelprisen i 1906. 
Ramón y Cajal udgav bogen Regler og råd om videnskabelig forskning der kom i flere spanske udgaver og er blevet oversat til engelsk under titlen Advice for a Young Investigator.